# Udzierz
Udzierz – wieś kociewska w Polsce, położona w województwie pomorskim, w powiecie starogardzkim, w gminie Osiek na obszarze Borów Tucholskich nad jeziorem Udzierz.
W latach 1975–1998 miejscowość administracyjnie należała do województwa gdańskiego.